# アレックス・スコット
アレクサンドラ（アレックス）・スコット（Alexandra "Alex" Scott、1996年1月18日 - 2004年8月1日）は、癌を罹患しながらもレモネードスタンドを開き、同じ境遇の子供たちのために癌治療の研究や闘病を助けるための資金を集めた少女。彼女は8歳で短い生涯を閉じた。

## アレックスの生涯
アレックスは、父ジェイソンと母リズの間に、アメリカ合衆国コネチカット州マンチェスターで生まれた。しかし1年後、初めての誕生日を迎える2日前に小児がんである神経芽細胞腫が見つかった。この時、病気は既に進行し、脊髄への転移も見つかった。歩行に障害が残ったが、腫瘍摘出には成功した。しかし翌年に再発し、抗がん剤など化学療法を継続しなければならなくなった。2000年、4歳になったアレックスは同じ病気の友達ができたが、やがてその子の死を知った。
その年のある日、アレックスはテレビ番組を見て思いつき、癌を患う子供たちのために募金を集めようとレモネード・スタンドを開くことを決めた。7月（もしくは6月）に兄の助けを受けながら、アレックスは自宅前の芝生地に「小児がん患者のためのアレックス・レモネード・スタンド」 (Alex's Lemonade Stand for Childhood Cancer) の看板を掲げて店を開いた。話を聞いた多くの人々が訪れ、1日の売り上げは2000ドルに達した。
しかし病状の悪化が見られ、フィラデルフィア小児病院 (The Children s Hospital of Philadelphia, CHOP) で治療を受けるために一家は、2001年3月に フィラデルフィア移り住んだ。ここでも6月にレモネード・スタンドをオープンし、翌2002年6月も病気が進行し治療の副作用に苦しみながら店を開いた。彼女の取り組みはマスコミにも取り上げられた。
アレックスは小学校 (Penn Wynne Elementary School) に通うようになったが病状は深刻だった。それでも2004年6月12日に小学校の校庭に家族や友人たちの協力を得てレモネード・スタンドはオープンした。この時、彼女に賛同する人々の手によってアメリカ全50州でアレックス・レモネード・スタンドの店が開かれ、企業の賛同もあり、売り上げや募金は1日で30万ドルを超えた。4年間の通算金額は70万ドルに達した。
100万ドルを目標にしていたアレックスは8月1日にこの世を去った。それまでの間、彼女が考え出したアレックス・レモネード・スタンドは100万ドル以上の募金を集めた。アレックスは「When life gives you lemons, just make lemonade.」（訳：「もし人生がくれるレモンがすっぱくったって、レモネードを作ればへっちゃら」）という言葉を残した。

## 基金
非営利団体アレックス・レモネード・スタンド基金 (Alex's Lemonade Stand Foundation) は、小児がんの根絶を呼びかけている。アメリカでは15歳以下の子供の病死原因1位が小児がんであり、死因全体でも事故に次ぐ。小児がんの治療法がこの30年間で劇的に進歩した背景のひとつには、募金活動がある。
アレックスのアイデアは国全体の募金活動を喚起し、何千人ものボランティアの協力を得て彼女の希望は多くの国に広がっている。アレックス・レモネード・スタンド基金（慈善団体登録501(c)3）は、彼女の夢である治療法発見を実現するために2,500万ドル以上を集めた。そして80以上の研究プロジェクトに資金を提供している。
毎年6月12日は「アレックス・レモネード・スタンド・デー」となり、アメリカ全州1000箇所以上でレモネードを振舞い、募金を募る店が開かれる。その他にも、活動は競走馬とのコラボレーションやwebでの募金活動、日本への波及など広がりを見せている。